# Comuna Åmli
Åmli este o comună din provincia Agder, Norvegia.